# Echinopsis ancistrophora
Echinopsis ancistrophora Speg. è una pianta succulenta della famiglia delle Cactacee, diffusa in Bolivia e Argentina.

## Descrizione
Questa Echinopsis tende a rimanere bassa e ad allargarsi.
Verso la metà del fusto spesso partono lunghi fiori che impiegano circa un mese ad aprirsi (da quando le areole iniziano ad ingrossarsi).
Fioritura spettacolare notturna a fiori bianchi, imbutiformi e leggermente profumati di breve durata (max 24 h). Predilige aree soleggiate ma riparate dal sole delle ore più calde.

## Conservazione
La Lista rossa IUCN classifica Echinopsis ancistrophora come specie vulnerabile.